# Фортингэльский тис
Фортингэльский тис — экземпляр тиса ягодного, дерево-долгожитель, растущее в Шотландии во дворе церкви деревни Фортингалл в Пертшире. Его возраст оценивается в 2000—5000 лет, что даёт ему право называться одним из старейших деревьев в Европе.

## Факты о дереве
В 1769 году в первом письменном упоминании о Фортингэльском тисе говорилось, что обхват его ствола составляет 52 фута (16 метров), но позднее он разросся на несколько отдельных стволов, при этом сердцевина главного сгнила, что затрудняет установление его возраста по древесным кольцам. Однако на общем состоянии здоровья дерева это никак не отразилось. В 1833 году крупные ветви были спилены «на изготовление чашек и других безделушек». В 1785 году вокруг дерева возвели защитную стену, но это не мешает его осмотру.

## Легенда о дереве
Согласно местному преданию, в тени этого тиса родился Понтий Пилат, здесь же он провёл свои детские годы.